# 손빼기
손빼기(tenuki)는 바둑 은어로, 절대적인 선수(local sequence)로 보이는 곳을 포기하고 '손을 빼서' 다른 큰 곳 또는 대마의 사활이 걸린 자리에 두는 것이다. 즉, 상대가 둔 수에 응수하지 않고 '다른 곳에 두는 것'이다.